# Regierungsbezirk Chemnitz
Der Regierungsbezirk Chemnitz war von 1991 bis 2008 einer der drei Regierungsbezirke innerhalb des Freistaates Sachsen. Er lag im Südwesten des Bundeslandes und wurde auf Beschluss der Sächsischen Staatsregierung vom 27. November 1990 zum 1. Januar 1991 errichtet.

## Geschichte
Bereits seit 1835 gab es im Königreich Sachsen staatliche Oberbehörden, die Kreisdirektionen. 1874 gingen durch Umbenennung daraus die „Kreishauptmannschaften“ hervor, die im Laufe der Geschichte mehrmals ihre Grenzen veränderten. Die Kreishauptmannschaft Chemnitz ist im Jahr 1900 durch Teilung und Ausgliederung aus der Kreishauptmannschaft Zwickau entstanden. Im Dritten Reich wurden die Kreishauptmannschaften nach preußischem Vorbild in Regierungsbezirke umbenannt. Nach dem Zweiten Weltkrieg wurden die Länder in der DDR zerschlagen. Die vier traditionellen  sächsischen Regierungsbezirke Leipzig, Dresden, Chemnitz und Zwickau wurden ab 1952 von der SED-Regierung in die drei DDR-Bezirke Leipzig, Dresden und Karl-Marx-Stadt aufgeteilt.
Erst mit der Wiedererrichtung des Landes Sachsen 1990 wurde die Grundlage für die Neubildung von Regierungsbezirken geschaffen. Der Regierungsbezirk Chemnitz umfasste dabei weitgehend das Gebiet des ehemaligen Bezirks Karl-Marx-Stadt.
Im Zuge der Kreisreform Sachsen 2008 wurde der Regierungsbezirk Chemnitz in Direktionsbezirk Chemnitz umbenannt, der später in die eine Landesdirektion Sachsen mit Hauptsitz Chemnitz aufging.

## Verwaltungsgliederung
| Landkreise | kreisfreie Städte                                                              |
| --- | ------------------------------------------------------------------------------ |
| 1. Annaberg 2. Aue-Schwarzenberg 3. Chemnitzer Land 4. Freiberg 5. Mittlerer Erzgebirgskreis 6. Mittweida 7. Stollberg 8. Vogtlandkreis 9. Zwickauer Land | 1. Chemnitz 2. Plauen (bis 31. August 2008) 3. Zwickau (bis 31. Dezember 2008) |

## Regierungspräsidenten
- 1991–1998: Stephan Altensleben
- 1998–2000: Georg Brüggen
- 2000–2008: Karl Noltze